# Danny Nelissen
Daniel Wilhelmus Maria (Danny) Nelissen (Sittard, 10 november 1970) is een voormalig professioneel wielrenner en neef van Jean Nelissen.

## Biografie
Nelissen tekende op 19-jarige leeftijd in 1990 zijn eerste profcontract bij de Nederlandse wielerploeg PDM. Hij maakte zijn debuut in het profcriterium van Elsloo waar hij prompt ook zijn eerste overwinning boekte in de klimtijdrit. In 1992 won hij de Grote Prijs van Wallonië.
In de winter van 1992 tekende hij een tweejarig contract bij TVM en reed in 1993 zijn eerste Ronde van Frankrijk. In januari 1994 kreeg hij last van hartritmestoornissen en stond hij noodgedwongen tot juni langs de kant. In het daaropvolgende jaar kreeg hij geen prof-contract meer en moest hij een stap terug doen naar de amateurs.
Zijn comeback in 1995 was indrukwekkend. Hij won onder andere de Woudenomloop, Olympia's Tour en het officieuze Nederlands Kampioenschap voor amateurs. Tevens behaalde Nelissen zijn grootste succes in zijn carrière: in Colombia werd hij wereldkampioen op de weg bij de amateurs. Daarmee was hij de laatste wereldkampioen in deze categorie, omdat de UCI in 1996 de amateur-categorie verving door een espoirs-categorie. Dit leverde hem in 1995 de Jaap Eden Award op tijdens de verkiezing van Sportman van het jaar.
Vervolgens reed hij twee jaar voor de Rabobank-ploeg. In de Ronde van Frankrijk van 1996 droeg hij een paar dagen de bolletjestrui. In 1998 tekende hij een tweejarig contract bij de Deense wielerploeg Jack & Jones, de ploeg van Tourwinnaar Bjarne Riis. In de winter van 1998 kreeg Nelissen last van zijn hart, waardoor hij genoodzaakt werd vroegtijdig zijn sportcarrière te beëindigen.

## Na het wielrennen
In 2009 behaalde Nelissen een MBA Sportmarketing aan het Johan Cruijff Institute for Sport Studies, een jaar later voegde hij een bachelor Commerciële Economie toe aan zijn Curriculum.
Tijdens de Ronde van Frankrijk 2011 en 2012 was Nelissen vaste gast en analist in het dagelijkse wielerprogramma Tour du Jour op RTL 4.
Hij werkte als production manager voor de Europese sportzender Eurosport, waar hij verantwoordelijk was voor de productie van de Nederlandse taalversie. Daarnaast was hij wielercommentator bij deze televisiezender.
Op 19 januari 2013 bekende Nelissen als eerste Rabobank-renner het gebruik van doping tijdens zijn periode bij die ploeg. Het ging om de edities 1996 en 1997. Hij verklaarde echter zijn wereldtitel bij de amateurs in 1995 schoon te hebben veroverd. Naar aanleiding van deze bekentenis werd hij door Eurosport op non-actief gesteld. In maart 2013 vertrok Nelissen bij Eurosport.
Hierna ging hij werken als wielercommentator bij NOS sport. In 2023 bleek dat er vanwege seksueel intimiderend wangedrag al in 2017 een klacht tegen hem was ingediend. In april 2023 besloot de NOS het contract met Nelissen niet te verlengen.

## Persoonlijk
Nelissen is gescheiden en kreeg uit twee huwelijken vier dochters.

## Belangrijkste overwinningen
1990
- proloog Olympia's Tour

1992
- 4e etappe Euskal Bizikleta
- 5e etappe Ronde van Aragon
- GP van Wallonië

1993
- 4e etappe Ronde van Asturië

1995
- Dokkum Woudenomloop
- Eurode omloop
- Wereldkampioen op de weg, Amateurs
- 3e etappe Ronde van het Waalse Gewest
- Winnaar eindklassement Olympia's Tour + 2 etappe overwinningen

1996
- Drielandenomloop
- Ridderronde Maastricht

1998
- Schaal Sels
- 3e etappe Ronde van Hessen

## Resultaten in voornaamste wedstrijden
| Jaar | Ronde van Italië | Ronde van Frankrijk | Ronde van Spanje |
| ---- | ---------------- | ------------------- | ---------------- |
| 1991 |                  |                     |                  |
| 1992 |                  |                     |                  |
| 1993 |                  | 130e                |                  |
| 1996 |                  | 84e                 |                  |
| 1997 |                  | opgave              | 94e              |
| 1998 |                  |                     |                  |

| Jaar | Milaan-San Remo | Gent-Wevelgem | Parijs-Roubaix | Amstel Gold Race | Luik-Bast.‑Luik | Ronde van Lombardije | Parijs-Brussel |  | WK op de weg |
| ---- | --------------- | ------------- | -------------- | ---------------- | --------------- | -------------------- | -------------- |  | ------------ |
| 1991 |                 |               |                |                  |                 | 92e                  |                |  |              |
| 1992 |                 | 104e          | 76e            | 30e              |                 |                      | 115e           |  |              |
| 1993 | 128e            | 49e           |                |                  | 79e             |                      |                |  |              |
| 1996 |                 | 106e          |                |                  |                 |                      |                |  |              |
| 1997 |                 |               |                |                  |                 |                      |                |  |              |
| 1998 |                 |               |                |                  |                 |                      | 13e            |  | opgave       |

Wielerploegen van Danny Nelissen
Alcalá ·
Ampler · 
Breukink ·
De Wolf ·
den Bakker ·
Dhaenens  ·
Draaijer (tot 27/02) ·
Earley ·
Hoondert ·
Jakobs ·
Kelly ·
Kersten ·
Nelissen ·
Pedersen ·
Raab ·
Stamsnijder (tot 28/02) · 
van Aert ·
van den Akker ·
van Orsouw ·

Verhoeven ·
Vos ·
Zadrobilek
Alcalá ·
Boden · 
Breukink ·
Cordes ·
den Bakker ·
Dürst ·
Earley ·
Hendriks ·
Jakobs ·
Kelly ·
Maier ·
Nelissen ·
Raab ·
Talen · 
van Aert ·
van den Akker ·
van Poppel ·
Verhoeven ·
Vos
Alcalá ·
Boden · 
Breukink ·
Cordes ·
den Bakker ·
Dürst ·
Earley ·
Hendriks (tot 31/03) ·
Hundertmarck ·
Jakobs ·
Koerts ·
Kummer ·
Maier ·
Nelissen ·
Raab ·
Talen · 
van Aert ·
van den Akker ·
Van Petegem ·
van Poppel ·

Verhoeven ·
Vos
Capiot ·  
de Vries ·
den Bakker ·
Girardi ·
Hamburger · 
Harmeling ·
Hermans ·
Hoffman ·  
Lauritzen · 
Meinert-Nielsen · 
Millar ·
Nelissen ·
Schurer · 
Skibby ·
Sunderland ·
Talen ·
Theunisse ·
Van Den Bossche ·
van Steen ·
Voskamp ·
Wijnands ·
Knaven (stagiair) ·
Meier (stagiair)
Blijlevens ·
Capiot ·  
Cornelisse ·
den Bakker ·
Hamburger · 
Harmeling ·
Hoffman · 
Knaven · 
Lauritzen · 
Meier ·
Meinert-Nielsen · 
Millar ·
Nelissen ·
Rooks · 
Skibby ·
Sunderland ·
Theunisse ·
Van Den Bossche ·
van Steen ·
Voskamp ·
Johnsen (stagiair) ·
Møller (stagiair) ·
Van Dyck (stagiair)
1995: Geen professionele ploeg, actief als amateur
Blaudzun ·
van Bon ·
Boogerd ·
Boven ·
Breukink ·
Bruyneel ·
Dekker ·
Groenendaal ·
Jekimov ·
Luppes ·
McEwen ·
Moerenhout · 
Nelissen ·
Piziks ·
van der Poel ·
Sørensen ·
Van Hooydonck (tot 30/04) ·
Vierhouten ·
Vogels ·

Hiemstra (stagiair) ·
Reinerink (stagiair) 
Blaudzun ·
van Bon ·
Boogerd ·
Boven ·
Breukink ·
Bruyneel ·
Dekker ·
Groenendaal ·
van Heeswijk ·
Jonasson ·
Jonker ·
Koerts ·
Luppes ·
Luttenberger ·
McEwen ·
Moerenhout · 
Nelissen ·
Piziks ·
van der Poel ·
Sørensen ·
Vierhouten ·
Hiemstra (stagiair) ·
Lotz (stagiair) 
Andersen · 
Holm (tot 30/04) ·
Jørgensen · 
Kyneb ·
Nelissen ·
Piziks ·
Rosborg ·
Silovs · 
Skibby · 
Steen Nielsen ·
Strange Jacobsen